# Embalse de Flix
El embalse de Flix es una infraestructura hidroeléctrica española construida sobre el río Ebro, creada por una represa en el municipio de Flix, y que se extiende por los términos de Flix y Ribarroja de Ebro, en la comarca de la Ribera de Ebro, provincia de Tarragona, Cataluña.
Tiene una gran zona degradada en su litoral meridional. Se trata de un pantano contaminado por vertidos químicos producidos por la empresa Ercros (antigua Erkimia) durante el periodo comprendido entre 1988 y 1993 (según se ha demostrado judicialmente) y también durante años anteriores a cualquier legislación ambiental. Todo esto ha causado la acumulación de 700 000 m³ de residuos peligrosos en la orilla y los lodos del embalse. 